# 中部地方海洋警察庁
中部地方海洋警察庁（ちゅうぶちほうかいようけいさつちょう、 Central Regional Coast Guard Headquarters）は、京畿・忠清沿岸海域の警察・海洋汚染に関する業務を担当する大韓民国海洋警察庁の所属機関である。

## 沿革
- 2014年11月9日 - 中部地方海洋警備安全本部を新設[1]。
- 2017年4月4日 - 直轄団として西海五道特別警備団を新設[2]。
- 2017年7月26日 - 中部地方海洋警察庁に改称[3]。

## 組織
職員総数は2017年現在で748人（所属海洋警察署を除く）である。現行組織は以下の通り。

### 幹部
- 庁長（治安正監）
  - 聴聞監査担当官（総警または警正）
  - 状況室長（警正）

### 下部組織
- 企画運営課（課長は総警）
  - 海洋体育団（団長は課長が兼務）
- 警備課（課長は総警）
- 救助安全課（課長は総警）
- 捜査情報課（課長は総警または警正）
- 海洋汚染防災課

### 直轄団・直轄隊
- 西海五道特別警備団（団長は総警）
- 航空団（団長は警正または警監）
- 特攻隊（隊長は警正または警監）

### 所属機関
- 仁川海洋警察署
- 平沢海洋警察署
- 泰安海洋警察署
- 保寧海洋警察署
- 京仁沿岸海上交通管制センター
- 泰安沿岸海上交通管制センター
- 大山港海上交通管制センター
- 平沢港海上交通管制センター
- 仁川港海上交通管制センター
- 京仁港海上交通管制センター

## 西海五道特別警備団
2017年4月4日NLL（北方限界線）海域を含む西海（黄海）五道海域の不法中国漁船取締を目的として設置された。

### 組織[7]
- 団長
  - 警備支援課
    - 企画運営係
    - 経理係
    - 整備補給係
    - 情報通信係

  - 警備作戦課
    - 警備作戦係
    - 外事係
    - 状況室
    - 特殊鎮圧隊（延坪島・大青島に各1隊）

### 配属艦艇[6]
- 大型艦艇3隻
  - 仁川海洋警察署所属3隻（3005艦、3008艦、1002艦）
- 中型艦艇6隻
  - 仁川海洋警察署所属4隻（501艦、502艦、503艦、511艦）
  - 木浦・昌原海洋警察署所属各1隻（513艦、515艦）
- 高速防弾ボート3隻
  - 中部・西海・南海地方海洋警察庁所属各1隻

## 航空団
中部地方海洋警察庁航空団は2006年4月1日に仁川地方海洋警察本部航空団として新設され、同年12月1日仁川地方海洋警察本部の廃止と仁川海洋警察署の本庁直轄に伴い、仁川署に移管された。その後、中部地方海洋警備安全処新設で再度同処に移管され、現在に至っている。

### 組織[9]
- 団長
  - 固定翼航空隊
  - 回転翼航空隊
  - 航空整備隊

### 所属航空機[10]
固定翼機
- CL-604（チャレンジャー号） - 1機
- CN-235 - 2機

回転翼機
- AW-139 - 2機